# Persone di cognome Molinari
| Questa pagina contiene informazioni ricavate automaticamente dalle voci biografiche con l'ausilio del template Bio e di un bot. L'aggiornamento è periodico e automatico e ricostruisce completamente la pagina. Se manca una persona in questa lista, sei pregato di non aggiungerla, ma accertati piuttosto che la sua voce biografica contenga il template Bio e che i dati anagrafici siano correttamente compilati. Se il template Bio manca, inseriscilo tu stesso o, in alternativa, metti l'avviso {{tmp\|Bio}} che ne segnala la mancanza. Se i dati riportati sono sbagliati, correggi direttamente la voce biografica; le modifiche saranno visibili in questa lista entro pochi giorni. Per chiarimenti vedi il progetto biografie. La lista contiene solo le 46 persone che sono citate nell'enciclopedia e per le quali è stato implementato correttamente il template Bio. Pagina aggiornata al 22 ott 2022. |

Questa è una lista di persone presenti nell'enciclopedia che hanno il cognome Molinari, suddivise per attività principale.

## Allenatori di calcio(1)
- Giampiero Molinari, allenatore di calcio e ex calciatore italiano (Perugia, n.1937)

## Allenatori di pallacanestro(1)
- Jim Molinari, allenatore di pallacanestro statunitense (n.1954)

## Arcivescovi cattolici(1)
- Giuseppe Molinari, arcivescovo cattolico italiano (Scoppito, n.1938)

## Attori(2)
- Alberto Molinari, attore italiano (Roma, n.1965)
- Luciano Molinari, attore, cantante e imitatore italiano (Garlasco, n.1880 - Torino, † 1940)

## Avvocati(1)
- Luigi Molinari, avvocato, anarchico e pubblicista italiano (Crema, n.1866 - Milano, † 1918)

## Baritoni(1)
- Enrico Molinari, baritono italiano (Venezia, n.1882 - Milano, † 1956)

## Calciatori(3)
- Armando Molinari, calciatore italiano
- Gianni Molinari, ex calciatore italiano (Parma, n.1933)
- Giovanni Molinari, calciatore italiano (Codogno, n.1906 - Codogno, † 1988)

## Canoisti(1)
- Isabella Molinari, ex canoista italiana (Milano, n.1958)

## Cantanti(1)
- Ugo Molinari, cantante italiano (Bologna, n.1929 - † 2005)

## Cantautori(1)
- Simona Molinari, cantautrice, compositrice e attrice italiana (Napoli, n.1983)

## Chimici(3)
- Ettore Molinari, chimico, anarchico e accademico italiano (Cremona, n.1867 - Milano, † 1926)
- Henry Molinari, chimico, politico e accademico italiano (Milano, n.1894 - Desenzano del Garda, † 1958)
- Vittorio Molinari, chimico e calciatore italiano (Piovene, n.1896 - Plainfield, † 1951)

## Compositori(1)
- Alessandro Molinari, compositore e pianista italiano (Roma, n.1961)

## Danzatori(1)
- Mia Molinari, ballerina italiana (Piacenza, n.1971)

## Direttori d'orchestra(1)
- Bernardino Molinari, direttore d'orchestra italiano (Roma, n.1880 - † 1952)

## Direttori della fotografia(1)
- Renato Molinari, direttore della fotografia, regista e sceneggiatore italiano (Tripoli, † 1948)

## Dirigenti sportivi(1)
- Ángel Molinari, dirigente sportivo argentino

## Fumettisti(1)
- Lara Molinari, fumettista e pittrice italiana (Milano, n.1970)

## Giornalisti(1)
- Maurizio Molinari, giornalista e saggista italiano (Roma, n.1964)

## Golfisti(2)
- Edoardo Molinari, golfista italiano (Torino, n.1981)
- Francesco Molinari, golfista italiano (Torino, n.1982)

## Imprenditori(1)
- Angelo Molinari, imprenditore italiano (Roma, n.1893 - Civitavecchia, † 1975)

## Mezzofondisti(1)
- Manlio Molinari, ex mezzofondista e velocista sammarinese (n.1964)

## Piloti motonautici(1)
- Renato Molinari, pilota motonautico italiano (Nesso, n.1946)

## Pittori(2)
- Alexander Molinari, pittore tedesco (Berlino, n.1772 - Dresda, † 1831)
- Antonio Molinari, pittore italiano (Venezia, n.1655 - Venezia, † 1704)

## Politici(9)
- Andrea Molinari, politico italiano (Bergamo, n.1816 - Bergamo, † 1899)
- Claudio Molinari, politico italiano (Riva del Garda, n.1956)
- Emilio Molinari, politico italiano (Milano, n.1939)
- Francesco Molinari, politico italiano (Santeramo in Colle, n.1964)
- Guy Molinari, politico statunitense (New York, n.1928 - New York, † 2018)
- Giuseppe Molinari, politico italiano (Potenza, n.1954)
- Giuseppe Molinari, politico italiano (Sciacca, n.1912 - † 1990)
- Riccardo Molinari, politico italiano (Alessandria, n.1983)
- Susan Molinari, politica, giornalista e conduttrice televisiva statunitense (New York, n.1958)

## Psicologi(1)
- Enrico Molinari, psicologo e psicoterapeuta italiano (Piacenza, n.1951)

## Rapper(1)
- Tedua, rapper italiano (Genova, n.1994)

## Registi(2)
- Aldo Molinari, regista, giornalista e impresario teatrale italiano (Roma, n.1885 - Roma, † 1959)
- Vito Molinari, regista italiano (Sestri Levante, n.1929)

## Tiratori a volo(1)
- Sebastiano Molinari, tiratore a volo italiano (Fabriano, n.1961)

## Triatleti(1)
- Giulio Molinari, triatleta italiano (Novara, n.1988)

## Velocisti(1)
- Cecilia Molinari, ex velocista italiana (Borgo Val di Taro, n.1949)